# Гончаренко Василь Дмитрович
Василь Дмитрович Гончаренко (нар. 4 квітня 1945) — український діяч, голова Правління Укоопспілки (2013—2014 роки), голова правління Донецької обласної спілки споживчих товариств.

## Біографія
Освіта вища. Закінчив Полтавський кооперативний інститут, економіст.
Мав понад 40-річний досвід роботи в системі споживчої кооперації. Пройшов трудовий шлях від інструктора відділу організаційно-масової роботи і директора універмагу до керівних посад в кооперативних структурах Донецької області.
З 1999 по 2013 рік — голова правління Донецької облспоживспілки.
З вересня 2013 по травень 2014 року — голова правління Укоопспілки.

## Нагороди та відзнаки
Має почесне звання «Заслужений працівник сфери послуг України», нагороджений медаллю «10 років незалежності України» (2001), почесним знаком Донецької облспоживспілки «За заслуги» (2005), Грамотою Верховної Ради України (2007), орденом Святого Рівноапостольного князя Володимира І ст. (2009) та орденом Данила Галицького (2011).